# Louise Lawler
Louise Lawler (1947) è una fotografa e artista statunitense.
Dagli anni settanta in poi, i lavori della Lawler si focalizzano su fotografie che ritraggono lavori di altri artisti, dando speciale attenzione agli spazi in cui vengono piazzati e ai metodi usati per crearli. Esemplari lavori fotografici della Lawler includono immagini di dipinti appesi sulle pareti di un museo, dipinti sulle pareti di una sfarzosa galleria d'arte casalinga, opere in processo di installazione in una galleria, e sculture in una galleria che viene vista da uno spettatore. Insieme ad artisti come Cindy Sherman, Laurie Simmons e Barbara Kruger, Lawler è considerata parte della Pictures Generation. Louise Lawler vive a Brooklyn, New York.

## Vita privata e carriera
Lawler è nata nel 1947 a Bronxville, New York. Ha conseguito un B.F.A. alla Cornell University, e si è trasferita a Manhattan nel 1969, dove presto prende lavoro alla Galleria Castelli. Lì, incontra Janelle Reiring, con cui collaborerà nel creare Metro Pictures con Hélène Winer nel 1980.

## Lavori
Lawler ha fotografato immagini e oggetti in collezioni casalinghe, in gallerie, sulle pareti di case d'aste, e fuori dalle mura, nei depositi dei musei. Con la fotografia, lei ha creato l'arte concettuale e l'arte dell'installazione. Alcuni dei suoi lavori, come ad esempio il "Book of Matches", sono effimeri ed esplorano il passare del tempo, mentre altri, come Helms Amendment (963) (1989), sono esplicitamente politici. I lavori della Lawler, nelle sue manifestazioni (installazioni, eventi, pubblicazioni, souvenirs) affrontano o confrontano prevalentemente sistemi di creazione d'arte, gusto e stile. Lei è, tuttavia, meno interessata al processo originale della creazione dell'opera che al contesto situato al di là della sfera artistica, dell'influenza, e in cui il lavoro è successivamente situato. Spesso incominciata come "citazionismo" o "critica istituzionale", le fotografie della Lawler stabiliscono di deporre giorno per giorno operazioni del mondo dell'arte e nella circolazione e presentazione di opere artistiche. Il suo lavoro è interessato nella intersezione dell'arte e commercio.

## Mostre
Lawler ha avuto mostre al Museum Ludwig, Colonia (Germania) (2013); Wexner Center for the Arts, Columbus, Ohio (2006); Dia:Beacon, Beacon, New York (2005); the Museum für Gegenwartskunst, Basel (2004); Portikus, Frankfurt (2003); the Hirshhorn Museum and Sculpture Garden, Washington, D.C. (1997); e al The Museum of Modern Art, New York, New York (1987). I suoi lavori sono stati recentemente messi in mostra al Art Institute of Chicago, il Stedelijk Museum ad Amsterdam, the Museum of Fine Arts in Ghent, Belgium, e al Whitney Museum of American Art a New York, che includono lei nel 1991, 2000, e 2008 biennali. I lavori della bawler sono inclusi nel documenta 12, Kassel, Germania. Lawler ha regolarmente presentato i suoi lavori in contesti non artistici che impiegano "ordinari" mezzi di presentazione, distribuzione e interpretazione.
Lawler è stata rappresentata dal Metro Pictures, New York, dal 1982. Lei è anche rappresentata dalla Yvon Lambert Gallery, Parigi, e dalla Sprüth Magers, Berlino.

## Collezioni
Opere dell'artista sono nelle collezioni dei Museum of Modern Art, il Whitney Museum of American Art, il Guggenheim Museum, LACMA; Museum of Contemporary Art, Los Angeles; Art Institute of Chicago; Museum of Fine Arts, Boston; Walker Art Center, Minneapolis; Tate Britain, Londra; Centre Georges Pompidou, Parigi; Israel Museum, Tel Aviv; Hamburger Kunsthalle; Moderna Museet, Stoccolma; Museet for Samtidskunst, Oslo; Museum Boymans-van Beuningen, Rotterdam; and Yale University Art Gallery, New Haven, Connecticut.

## Commercio d'arte
Stimati da 40,000 a 60,000 dollari, La fotografia di Louise Lawler Monogram Arranged by Mr. and Mrs. Burton Tremaine, New York City 1984, una fotografia di un letto perfettamente fatto con la famosa White Flag di Jasper Johns (1955–1958) appeso su di esso, venduto per 125,600 dollari, un record dell'artista, nel 2004.

## Libri

### Libri dell'artista
- 1981 Passage al Nord, una struttura di Lawrence Weiner e fotografie di Louise Lawler, New York: Tongue Press
- 1978 Senza titolo, Bianco/Nero, (testo di Janelle Reiring), New York
- 1978 Senza titolo, Blu/Rosso, New York
- 1972 Senza titolo, (con Joanne Caring), New York: The Roseprint Detective Club